# David Mitchell
Pour les articles homonymes, voir David Mitchell (homonymie) et Mitchell.
Œuvres principales
- Cartographie des nuages
- Les Mille Automnes de Jacob de Zoet
- L'Âme des horloges

David Mitchell, né le 12 janvier 1969 à Southport, est un romancier anglais.

## Biographie
David Mitchell est né à Southport, dans le Merseyside, en Angleterre et a étudié la littérature anglaise et américaine à l'université du Kent avant de poursuivre par un Master of Arts en littérature comparée.
Il a vécu un an en Sicile, puis a déménagé à Hiroshima, où il a enseigné l'anglais technique à des étudiants pendant 8 ans, avant de retourner en Europe pour s'installer en Irlande, où il habite actuellement avec sa femme japonaise, Keiko, et leurs deux enfants.
Le premier roman de Mitchell, Écrits fantômes, a remporté le prix John-Llewellyn-Rhys (prix récompensant le meilleur ouvrage de littérature britannique écrit par un auteur de moins de 35 ans).
Ses deux romans suivants, number9dream, inédit en français, et Cartographie des nuages, ont figuré tous deux dans la sélection finale du prix Booker. Ce dernier roman, un immense succès, a été adapté pour le grand écran par les Wachowski et Tom Tykwer (Cloud Atlas, 2012), film dans lequel Mitchell fait un caméo.
En 2003, David Mitchell a été sélectionné par le journal Granta comme l'un des meilleurs jeunes romanciers d'Angleterre. La nouvelle publiée est en fait une première version du premier chapitre de son quatrième roman Le Fond des forêts publié en 2006, présélectionné sur la longlist du prix Booker.
Son cinquième roman, Les Mille Automnes de Jacob de Zoet, met en scène une intrigue se déroulant sur l'île artificielle de Dejima, construite dans la baie de Nagasaki pour héberger les commerçants hollandais au XVIIe siècle. Un premier roman historique pour lequel il a mené un long travail de recherche.
Pour son sixième roman L'Âme des horloges, David Mitchell reprend le principe de Cloud Atlas sur la base de six histoires imbriquées s'étalant de 1984 à 2043. David Mitchell prolonge le jeu des références croisées entamé dans ses romans précédents en faisant intervenir certains de leurs personnages, indiquant en interview que tous ses romans constitueraient un 'Uber book' chapeautant son œuvre.   L'Âme des horloges est récompensé du prix World Fantasy du meilleur roman 2015. Il est également sélectionné dans la « shortlist » du National Book awards récompensant les auteurs anglais de 2014, dans la « longlist » du prix Booker 2014 et du prix Folio 2015.
Son septième roman, Slade House, publié en 2015 en Angleterre, prolonge la nouvelle "The Right Sort", initialement publiée à titre d'expérience littéraire sur son compte Twitter du 14 juillet au 21 juillet 2014.
En 2016, David Mitchell est le second auteur à être sélectionné pour le projet de la bibliothèque du futur. Un projet artistique visant à récolter des œuvres originales d'écrivains pendant cent ans, qui seront conservées par la bibliothèque publique d'Oslo et qui ne seront lues qu'en 2114. À ce sujet, il délivre un manuscrit intitulé From Me Flows What You Call Time.
Il participe à l'écriture de Matrix Resurrections de Lana Wachowski, sorti en 2021.

## Romans
- Écrits fantômes, L'Olivier, 2004 ((en) Ghostwritten, 1999)
- (en) number9dream, 2001
- Cartographie des nuages, L'Olivier, 2007 ((en) Cloud Atlas, 2004)
- Le Fond des forêts, L'Olivier, 2009 ((en) Black Swan Green, 2006)
- Les Mille Automnes de Jacob de Zoet, L'Olivier, 2013 ((en) The Thousand Autumns of Jacob de Zoet, 2010)Préalablement publié en français au Québec par les éditions Alto en 2012
- L'Âme des horloges, L'Olivier, 2017 ((en) The Bone Clocks, 2014)Prix World Fantasy du meilleur roman 2015 et prix Utopiales 2018
- Slade House, L'Olivier, 2019 ((en) Slade House, 2015)
- Utopia Avenue, L'Olivier, 2022 ((en) Utopia Avenue, 2020)

## Adaptation
En 2012, les Wachowski ainsi que Tom Tykwer adaptent son roman Cartographie des nuages dans le film Cloud Atlas.